# Istočnotibetanski jezici
Istočnotibetanski jezici, ogranak tibetanskih jezika iz Butana, sinotibetska porodica. Predstavljaju je (8) jezika, to su: 
- bumthangkha ili bhumtam [kjz], 36.500 (2006).
- chalikha ili chali [tgf], 8.200 (2006). U selima Wangmakhar, Gorsum i Tormazhong.
- dakpakha [dka], 1.000 (Van Driem 1993). Možda dijalekt od jezika brokpake [sgt].
- khengkha ili ken [xkf], 50.000 (2003 SIL).
- kurtokha [xkz], 10.000 (Van Driem 1993).
- nupbikha ili trongsakha [npb], 2.200 (2006)
- nyenkha ili henkha [neh], 10.000 (Van Driem 1993).
- olekha [ole], 1.000 (Van Driem 1993) u selima Adha, Rukha, Wangling, Jangji, Thrumzur.

## Vanjske poveznice
- Ethnologue (14th)
- Ethnologue (15th)